# Gann mac Dela
Per altri omonimi personaggi vedi Gann.
Gann (fl. XX-XVI secolo a.C.) figlio di Dela dei Fir Bolg, fu il secondo leggendario re supremo d'Irlanda insieme al fratello Genann, succedendo al fratello Rudraige.
Sposò Etar. Quando i Fir Bolg invasero l'Irlanda i cinque figli di Dela si spartirono l'isola. Gann e Senngann giunsero a Inber Dubglaise e divisero tra loro il Munster: a Gann il nord e a Sengann il sud. Dopo la morte del fratello Rudraige, Gann e Genann divennero re supremi per quattro anni, dopodiché morirono di peste insieme a 2.000 seguaci. Gli succedette il fratello Sengann.